# Katrine Ring
Katrine Ring (født 1960) er professionel DJ og spiller overalt i Danmark og i udlandet. Derudover holder hun foredrag om gadekunst og om DJ-kultur. Hun har en baggrund som kulturjournalist og fungerer også som moderator. Hun er vært og DJ på Natsværmeren på P2 siden 2011 .
Hun har 1980-85 læst Italienske studier på Odense Universitet. 
Hun er datter af billedkunstner Lise Ring og forfatter Angelo Hjort.

## Tidligere hverv
- Klummeskribent på MetroXpress, 2005-07
- musikanmelder på Berlingske Tidende, 2005-06
- freelancejournalist og discjockey, Danmarks Radio P3 og P1, 1982-98, 2000-07
- skribent på månedsbladet "Eurowoman" med speciale i musik og slik, 1998-2006
- musikanmelder og kulturskribent på Aktuelt, 1996-2000
- musikredaktør på københavneravisen Nat & Dag, 1995-97
- livsstilsskribent på filmmagasinet Levende Billeder, 1994-95
- startede ungdomskulturprogrammet GO! på P3, 1994
- skribent på musikmagasinet Gaffa, 1992-94
- musikbrevkasseredaktør på ungdomsbladet Vi Unge, 1986-95
- freelance journalist med egne magasinudsendelser om rockmusik, DR TV,og optrådte i "Kims Corner" hos Kim Schumacher, 1986-89

## Tillidsposter og medlemskaber
Modtager af æresprisen, Kim Schumachers DeeJay-Pris, ved Danish DeeJay Awards (DDJA) i 2005.
- medlem af kunst- og kulturprogrammet Nordisk Kulturkontakt, NKK, 2013-16
- medlem som komponist af kunstnersammenslutningen MULT, 2012-
- medlem af DJ-kollektivet Vibezone, 1998-
- medstifter af dj-kollektivet Yo!Bebob, der arbejder med jazzmusik, 1992-
- i samråd med Europa-Kommissionen ministerudpeget jurymedlem til valg af Kulturhovedstad 2017, 2012-13
- medlem af Kunstrådet, 2007-11
- medlem af kunstnerisk hovedjury ved Danish DeeJay Awards (DDJA), 2006, 2008-
- bestyrelsesmedlem i musikforeningen Platform, 2005-06
- bestyrelsesmedlem, DFI, Det Danske Filminstitut, 2001-05
- medlem af kaospiloternes Inspiration Lounge, 2000-03
- medstifter af foreningen Cph. Jazzgang, www.jazzgang.dk, 2003
- bestyrelsesmedlem i Kulturministeriets Udviklingsfond, 1998-2001[4]